# Stygonitocrella colchica
Stygonitocrella colchica är en kräftdjursart som först beskrevs av Borutsky och Mikhailovo 1970.  Stygonitocrella colchica ingår i släktet Stygonitocrella och familjen Ameiridae. Inga underarter finns listade i Catalogue of Life.